# میرپنج
میرپنج یا میرپنجه یا امیرپنجه در قشون دورهٔ قاجاریه، مرتبه یا رتبه‌ای بود که در زمان ناصرالدین شاه قاجار ابداع گردید و بالاتر از سرتیپ و پایین‌تر از امیرتومان قرار داشت. پیش از آن در دورهٔ محمد شاه قاجار چنین رتبه‌ای وجود نداشت و بالاتر از سرتیپ، امیرتومان قرار داشت. هر کدام از مرتبه‌های شمشیربندان دورهٔ قاجار دارای سه درجه بودند. در آغاز برای میرپنج نیز سه درجه تعریف گردید ولی بعدها میرپنج به‌عنوان سرتیپ اول (رتبهٔ سرتیپی از نوع درجهٔ اول) به کار رفت.
بر حسب تشکیلات، ۵ تیپ که عبارت از ۱۰ فوج (هنگ) و تقریباً معادل ۵۰۰۰ تن سرباز بوده است، تحت فرمان میرپنج قرار می‌گرفت.